# 34016 Chaitanya
34016 Chaitanya è un asteroide della fascia principale. Scoperto nel 2000, presenta un'orbita caratterizzata da un semiasse maggiore pari a 2,2351437 au e da un'eccentricità di 0,1631048, inclinata di 2,78414° rispetto all'eclittica.